# .rw
.rw je internetová národní doména nejvyššího řádu pro Rwandu.